# ジ・オープナー
『ジ・オープナー』（The Opener）は、アメリカ合衆国のジャズ・トロンボーン奏者、カーティス・フラーが1957年に録音・発表したスタジオ・アルバム。

## 解説
フラーが初めてブルーノート・レコードで録音したアルバムに当たる。なお、フラーは本作の録音に先がけて、クリフ・ジョーダンのブルーノート盤『クリフ・ジョーダン』（1957年6月2日録音）のセッションにも参加している。また、本作のリリース前にはバド・パウエルのアルバム『バド! ジ・アメイジング・バド・パウエル Vol.3』(1957年8月3日録音、BNLP 1571)の録音に参加し、パウエルはプロデューサーのアルフレッド・ライオンに、フラーのことを「こいつは爆発的な演奏をする」と伝えたという。
Stephen Thomas Erlewineはオールミュージックにおいて5点満点中4.5点を付け「全6曲とも、フラーの温かみがあり流暢なスタイルが押し出されている」「バッキング・ミュージシャンも同等に印象的で、特にモブレーの逞しい演奏は主役を食っている」と評している。

## 収録曲
特記なき楽曲はカーティス・フラー作。
1. 素敵な夜を - "A Lovely Way to Spend an Evening" (Harold Adamson, Jimmy McHugh) - 6:53
2. ヒューゴア - "Hugore" - 6:44
3. オスカリプソ - "Oscalypso" (Oscar Pettiford) - 5:40
4. ヒアズ・トゥ・マイ・レディ - "Here's to My Lady" (Rube Bloom, Johnny Mercer) - 6:43
5. リジーズ・バウンス - "Lizzy's Bounce" - 5:24
6. スーン - "Soon" (George Gershwin, Ira Gershwin) - 5:35

## 参加ミュージシャン
- カーティス・フラー - トロンボーン
- ハンク・モブレー - テナー・サクソフォーン(on #1, #2, #5, #6)
- ボビー・ティモンズ - ピアノ
- ポール・チェンバース - ダブル・ベース
- アート・テイラー - ドラムス